# Đảo Campbell, New Zealand
Đảo Campbell (Motu Ihupuku) là một hòn đảo khu vực Nam Cực không có người ở của New Zealand, và là đảo chính của nhóm đảo Campbell. Nó có diện tích 112,68 km vuông (43,51 dặm vuông), được bao quanh bởi rất nhiều các khối đá tàn dư, đá và đảo nhỏ bao gồm đảo Dent, Folly (hay Quần đảo Folly), Jeanette-Marie, và Jacquemart, là điểm cực nam của New Zealand. Đảo Campbell là một khu vực đồi núi có độ cao đạt đến hơn 500 mét (1.640 ft) ở phía nam. Một vịnh hẹp có tên là Perseverance Harbour gần như chia đôi hòn đảo nằm trên bờ phía đông.
Hòn đảo là một phần của Di sản thế giới của UNESCO với tên gọi Các hòn đảo nằm gần Nam Cực của New Zealand được công nhận vào năm 1998.

## Lịch sử
Đảo Campbell được phát hiện vào năm 1810 bởi thuyền trưởng Frederick Hasselborough trong chuyến đi săn hải cẩu trên tàu Perseverance, được sở hữu bởi Robert Campbell là ông chủ của công ty Campbell. Thuyền trưởng Hasselborough sau đó đã bị chết đuối vào ngày 4 tháng 11 năm 1810 tại Perseverance Harbour.
Hòn đảo sau đó đã trở thành một địa điểm săn bắn động vật chân màng và số hải cẩu ở đây đã gần như hoàn toàn bị hủy diệt. Trong năm 1874, hòn đảo này được viếng thăm bởi một đoàn thám hiểm khoa học Pháp có ý định quan sát Hiện tượng Sao Kim đi qua Mặt Trời. Và phần lớn các địa danh trên hòn đảo được đặt tên trong cuộc thám hiểm đó. Trong những năm cuối thế kỷ 19, hòn đảo đã được cho thuê như là nơi để nuôi cừu từ năm 1896 sau đó là bị bãi bỏ vào năm 1931 như là một nạn nhân của cuộc Đại khủng hoảng.
Năm 1907, một nhóm các nhà khoa học đã dành 8 ngày trên các đảo của nhóm đảo Campbell để khảo sát. Cuộc khảo sát đã tiến hành thông qua một cuộc khảo sát từ trường và lấy các mẫu vật động, thực vật và địa chất.